# Flavia Seia Isaurica
Flavia Seia Isaurica, död efter år 141, var en romersk affärskvinna. 
Hennes bakgrund är okänd. Lagen lämnade dock fullt tillstånd för en kvinna att ägna sig åt affärer oavsett civilstånd, då det romerska förmynderskapet för kvinnor vid denna tidpunkt hade blivit en ren formsak. Hon var domini (domina), dvs ägare av sex tegelfabriker, av vilka hon själv ägde två ensam, och hade åtminstone tio förmän, officinatores, anställda. Hon var inte den enda kvinnan aktiv inom tegelindustrin, där ett flertal kvinnonamn är kända både som domini och som officiniatores hos både privata domini och staten. Hon utgör däremot ett signifikant exempel på en framgångsrik affärskvinna i romarriket, och har blivit föremål för forskning. Hon var verksam en betydande tid, från 115 fram till åtminstone år 141. 